# Ladislao III Laskonogi
Ladislao III (in polacco: Władysław III Laskonogi; 1161 circa – 3 novembre 1231) fu granduca di Polonia tra il 1202 e il 1206 e tra il 1227 e il 1228.
Era il quintogenito di Miecislao III (Mieszko), ma il terzogenito avuto dal secondo matrimonio del padre, con Eudoksia di Kiev, figlia del gran principe Izjaslav II.
Il soprannome Laskonogi (dalle gambe storte) gli venne attribuito nella Kronika wielkopolska ("Cronaca della Grande Polonia"). Jan Długosz pensa sia dovuto alle gambe di Ladislao insolitamente lunghe e sottili.

## Biografia
La prima apparizione di Ladislao nelle fonti contemporanee fu intorno al 1168 in riferimento al congresso di Jędrzejów dove, da bambino, fu testimone di una donazione al monastero cistercense locale.
Tra il 1177 e il 1179, Ladislao, i suoi genitori e i fratelli furono costretti a lasciare la Polonia a seguito della ribellione di Casimiro II, il Giusto e Odon, rispettivamente zio e fratellastro di Ladislao (Odon era il figlio maggiore di Mieszko III, nato dal suo primo matrimonio, che si risentiva del chiaro favoritismo mostrato da suo padre alla prole del suo secondo matrimonio). Ladislao tornò alla sua famiglia solo nel 1181 e, nonostante fosse legalmente adulto, non gli fu assegnato alcun territorio da governare. Intorno al 1186, Ladislao sposò Lucia, figlia di Jaromar I, principe di Rügen. L'unione, il cui scopo principale era quello di aumentare l'influenza di Mieszko III nella Pomerania Occidentale, fu senza figli.
Dopo la morte del fratellastro di Ladislao, Odon, il 20 aprile 1194, Ladislao assunse il controllo del ducato della Grande Polonia meridionale, come custode del nipote minore Ladislao Odonic (figlio di Odon, nato nel 1190 circa).
Il 13 settembre 1195, la morte del suo unico fratello sopravvissuto Boleslao nella sanguinosa Battaglia di Mozgawą lasciò Ladislao come unico erede di Mieszko III, e iniziò a cercare di recuperare le terre controllate dal padre nel Ducato di Cracovia e di assumere quindi il controllo dell'intera Polonia.
Mieszko III morì il 13 marzo 1202. Ladislao poteva succedere a suo padre, senza ostacoli, a Cracovia, nelle regioni della Grande e della Piccola Polonia, grazie al sostegno del potente voivoda Mikołaj Gryfita. Tuttavia, presto sorse un altro pretendente al trono di Cracovia: il figlio maggiore di Casimiro II il Giusto, Leszek I il Bianco (cugino di Ladislao), ma la sua candidatura non ebbe successo perché appoggiata dal conte palatino Goworek, che era un ostinato nemico del voivoda Mikołaj.

### Perdita del trono di Cracovia
Il dominio di Ladislao come Duca di Cracovia e Granduca di Polonia durò per quattro anni, fino al 1206, quando, dopo la morte del suo principale sostenitore Mikołaj Gryfita, Leszek il Bianco tornò nella capitale. La causa della ribellione fu una dura applicazione dei diritti contro la potente nobiltà e l'alleanza con la Pomerania. Alcuni storici hanno posto, storicamente, la perdita di Cracovia di Ladislao in un periodo precedente: pochi mesi dopo la morte di suo padre nel 1202. In assenza di fonti su questo periodo, tuttavia, questo fatto è difficile da verificare.

### Politica in Pomerania
Per ciò che riguarda gli affari della Pomerania, Ladislao fu coinvolto in due eventi. Il primo fu un incontro solenne con il re Valdemaro II di Danimarca, durante il quale tentò di risolvere alcune dispute e determinare la zona di influenza. Il secondo evento fu un sorprendente accordo con il Duca di Cracovia, Enrico I il Barbuto, in base al quale Ladislao cedette il Ducato di Kalisz (parte del patrimonio del nipote Ladislao Odonic) in cambio di Lubusz (Lebus). Tuttavia nel 1209 Ladislao perse Lubusz, conquistata da Corrado II di Landsberg, Margravio di Lusazia (suo cognato), che sconfisse il Duca nella battaglia di Lubusz. In seguito Enrico I il Barbuto, nella campagna tra l'agosto 1210 e il marzo 1211 avrebbe preso Lubusz dai tedeschi, sfruttando la confusione dopo la morte di Corrado II (6 maggio 1210) e le dispute sulla sua eredità tra i membri della Casata di Wettin.

### Conflitti con l'arcivescovo Henry Kietlicz e Ladislao Odonic
La perdita di Kalisz, caduta in mani straniere, causò una profonda insoddisfazione a Ladislao Odonic, che considerava questa terra parte del suo patrimonio. Il giovane principe (a quel tempo circa 16 anni) riuscì a ottenere il sostegno dei nobili della Grande Polonia e soprattutto dell'arcivescovo di Gniezno, Henryk Kietlicz, che desiderava avere l'opportunità di ottenere i privilegi di Ladislao Laskonogi per la Chiesa locale e quindi limitare il potere della casa regnante.
Tuttavia, nonostante gli sforzi sia di Odonic che dell'arcivescovo Kietlicz, la ribellione ebbe poco successo. Sia Kietlicz che Ladislao Odonic dovettero fuggire alla corte di Enrico I il Barbuto. La scomunica lanciata da Kietlicz contro Ladislao Laskonogi fu di scarso aiuto agli insorti, a causa del sostegno dato al figlio di Mieszko III da Arnold II, vescovo di Poznań.
Un po' sorprendente fu la reazione a questi eventi da parte di Enrico I il Barbuto, che non solo accettò gli esiliati, ma diede a Ladislao Odonic il ducato di Kalisz, con la condizione, tuttavia, che sarebbe tornato a lui dopo il recupero dell'eredità. Allo stesso tempo, l'arcivescovo Kietlicz andò a Roma, dove ebbe un incontro personale con papa Innocenzo III. La protesta fatta alla Santa Sede bloccò con successo il tentativo di "fare ricorso" per la scomunica fatta da Ladislao Laskonogi. Il Papa incaricò anche altri principi polacchi di aiutare l'arcivescovo di Gniezno a tornare nella sua diocesi.

### Congresso di Głogów e riconciliazione con l'arcivescovo Kietlicz
Enrico I il Barbuto divenne mediatore tra le parti in guerra e nel giorno di Natale del 1208 invitò i due Duchi della Grande Polonia, l'arcivescovo di Gniezno e i vescovi di Breslavia, Lubusz e Poznań a un incontro a Głogów. Dopo lunghe discussioni, fu finalmente raggiunto un accordo tra Ladislao Laskonogi e l'arcivescovo Kietlicz, che poté tornare a Gniezno con tutti i suoi beni restaurati, in cambio della cancellazione dell'anatema contro il duca. Tuttavia, il conflitto tra zio e nipote rimase irrisolto.

### Congresso di Borzykowa
Nel 1210 Ladislao Laskonogi appoggiò gli sforzi di Mieszko I Plątonogi (Miecislao IV), che voleva tornare a quanto era stato stabilito nel Testamento di Boleslao III, in base al quale il ramo dei Piast della Slesia diveniva supremo signore della Polonia. In quel momento Ladislao era probabilmente il membro più anziano e immediato della dinastia Piast dopo Mieszko I, e quindi, si aspettava certamente che dopo l'imminente morte del venerabile duca di Racibórz potesse ricevere il titolo di Gran Duca di Polonia e il Ducato di Cracovia. Tuttavia, secondo alcuni storici, Enrico I il Barbuto era più vecchio di Laskonogi. Ciò era molto probabile, e si rifletteva nella bolla emessa da Papa Innocenzo III il 9 giugno 1210, dove la Santa Sede esigeva la restituzione di tutti i diritti ereditari del ramo slesiano secondo il testamento di Boleslao III e scomunicava anche Leszek I il Bianco; questo editto fu fatto su richiesta di un anonimo Duca di Slesia, che avrebbe potuto essere solo Enrico I il Barbuto (perché Mieszko I usava il titolo di Duca di Raciborz-Opole). La situazione divenne piuttosto confusa, poiché nessuno era sicuro di chi detenesse il vero potere.
Nel luglio 1210 Leszek I il Bianco, Enrico I il Barbuto, Corrado I di Masovia e Ladislao Odonic si incontrarono con i vescovi locali nel Sinodo di Borzykowa, con lo scopo di interpretare la problematica e misteriosa bolla papale. Mieszko I Plątonogi non era presente alla riunione; con un esercito e grazie al sostegno della famiglia Gryfici, poté entrare a Cracovia e prendere facilmente il Wawel. Tuttavia, l'arcivescovo Kietlicz non intendeva accettare la situazione esistente e, avendo ricevuto il supporto dei giovani principi e della gerarchia della Chiesa locale, si diede da fare a Roma per far ritirare la fatidica bolla; ebbe successoo e quando nel maggio del 1211 Mieszko I Plątonogi morì, Leszek I il Bianco poté tornare sul trono di Cracovia. I piani della "vecchia generazione" erano falliti.

### La crescita d'importanza dell'arcivescovo Kietlicz e di Ladislao Odonic
Nel 1215 la posizione di Ladislao Laskonogi fu ulteriormente indebolita dalla crescita del potere dell'arcivescovo Henry Kietlicz, che sostenne le disposizioni del IV Concilio Lateranense, e dal successivo congresso dei principi minori a Wolbórz, dove Leszek I il Bianco, Corrado I di Masovia , Ladislao Odonic e Casimiro I di Opole non solo accettarono di estendere i benefici economici e legali per la Chiesa, ma appoggiarono anche le pretese di Odonic di ottenere la sua eredità legittima. Alla fine, nel 1216, per evitare uno scontro armato, Ladislao Laskonogi diede a Odonic il distretto che in precedenza apparteneva a suo padre (il territorio esatto era una questione di disputa tra storici: alcuni credevano che Odonic avesse ricevuto la Grande Polonia meridionale con il fiume Obra come frontiera e altri ritengono che il giovane principe abbia ricevuto l'intero distretto di Poznań insieme al suo castello). L'accordo tra zio e nipote fu confermato da una bolla di papa Onorio III emessa il 9 febbraio 1217. Ci fu anche una riconciliazione ufficiale con l'arcivescovo Kietlicz, che ricevette il privilegio di Ladislao Laskongi di ricevere le entrate dal monastero cistercense di Łekno.

### Caduta dell'arcivescovo Kietlicz e il trattato con Leszek I il Bianco
I termini della riconciliazione definiti nel 1216 durarono meno di un anno. L'atteggiamento orgoglioso e ambizioso dell'arcivescovo Kietlicz effettivamente scoraggiò i suoi sostenitori e fermarono la sua ingerenza negli affari dei duchi Piast. La sua importanza subì un ulteriore declino dopo la sconfitta delle politiche di Papa Onorio III.
Nel 1217 fu concluso un trattato inaspettato tra i precedenti antagonisti Leszek I il Bianco e Ladislao III Laskonogi, in base al quale se uno o entrambi i sovrani fossero morti senza eredi maschi, l'altro avrebbe potuto ereditare tutti i suoi domini. Questo accordo influiva chiaramente sugli interessi del duca di Kalisz Ladislao Odonic, il parente più prossimo di Ladislao III Laskonogi.

### Deposizione di Ladislao Odonic
Nello stesso anno il duca della Grande Polonia approfittò della benevola neutralità di Enrico I il Barbuto e alla fine decise di risolvere il conflitto con Odonic e prese il distretto di suo nipote, costringendolo a fuggire dal paese. L'alleanza formale tra Ladislao Laskonogi e Enrico I il Barbuto (simile al precedente accordo con Leszek I il Bianco) ebbe luogo alla fine del 1217 o all'inizio del 1218, durante un'assemblea a Sądowel, attraverso la mediazione dei vescovi Paweł II di Poznań e Wawrzyniec di Lubusz. Per ragioni sconosciute, il contenuto degli accordi fu vantaggioso solo per il duca della Grande Polonia, che non solo ricevette il permesso di trattenere le terre di Odonic (che includeva parti di Kalisz, che in base all'accordo del 1206, fu restituito alla Slesia), ma ottenere anche il distretto di Lubusz (catturato nel 1209 dal margravio di Lusazia Corrado II ma recuperato da Enrico I il Barbuto un anno dopo) durante la sua vita. L'accordo di Sądowel fu ratificato da una speciale bolla papale emessa il 9 maggio 1218, che fece diminuire ulteriormente il potere dell'arcivescovo Kietlicz.
La prima prova del Triumvirato (Ladislao III Laskonogi, Enrico I il Barbuto e Leszek I il Bianco) fu la morte nel 1219 dell'arcivescovo Henry Kietlicz e la scelta comune per la carica di arcivescovo, il cancelliere Wincenty z Niałka, uno degli alleati più vicini di Ladislao Laskonogi soci più vicini.

### Ritorno di Ladislao Odonic
Nonostante i numerosi benefici di Ladislao Laskonogi ricevuti nel congresso di Sądowel, egli non partecipò alla campagna nazionale contro i prussiani pagani. La ragione di ciò furono le azioni di suo nipote Ladislao Odonic, che, grazie all'ospitalità e alla collaborazione di Swantopolk II di Pomerania (probabilmente il cognato di Odonic), iniziò la sua lotta contro l'autorità di suo zio. La situazione peggiorò quando, nell'ottobre 1223, Odonic attaccò a sorpresa e riuscì a conquistare la città di Ujście, e subito dopo (nel 1225) l'adiacente distretto di Nakło.
La situazione di Ladislao Laskonogi divenne più complicata dopo la perdita di Lubusz nel 1225, catturata dal langravio di Turingia Ludovico IV, che approfittò delle lotte costanti del Duca della Grande Polonia con suo nipote e poté conquistare questo importante territorio.

### Nuova fase nella guerra contro Ladislao Odonic. Sconfitta a Ujście
La battaglia decisiva tra zio e nipote ebbe luogo nel 1227. Laskonogi inviò un esercito sotto il comando del voivoda Dobrogost che assediò Ujście, ma non poté prendere la forte fortezza locale e il 15 luglio Odonic attaccò a sorpresa il voivoda, che venne completamente sconfitto e ucciso. Grazie a questa vittoria, Ladislao Odonic riuscì a prendere il controllo di quasi tutta la Grande Polonia; tuttavia, l'alleato di Odonic, Swantopolk II, spezzò inaspettatamente il trattato esistente, prese Nakło e si autoproclamò Duca, ponendo fine alla sua fedeltà a Leszek I il Bianco.

### Il congresso di Gąsawa e l'omicidio di Leszek I il Bianco
L'alleanza di suo nipote con il sovrano di Pomerania mise a repentaglio il dominio di Laskonogi che temette di poter perdere il resto delle sue terre; così, decise di trovare una soluzione pacifica alle sue controversie con Odonic. Il giorno di San Martino (11 novembre) 1227 fu convocato un solenne congresso di sovrani, vescovi e nobili Piast nel piccolo distretto cuiaviano di Gąsawa, dove furono discussi questo e altri temi delicati per compiere ulteriori passi. Oltre a Leszek I il Bianco, erano presenti anche suo fratello Corrado I di Masovia, Enrico I il Barbuto, Ladislao Odonic (la cui assistenza è contestata dagli storici), l'intero episcopato e numerosi rappresentanti delle famiglie dei magnati polacchi. Per ragioni sconosciute, Ladislao Laskonogi non si presentò a Gąsawa, anche se si ritiene che sia l'arcivescovo Wincenty di Gniezno sia il vescovo Paweł II di Poznań lo abbiano rappresentato nei suoi interessi. Nessuno si aspettava la tragedia, avvenuta la mattina del 24 novembre: durante una breve pausa tra le delibere, nella città di Marcinkowo Górne, un gruppo di uomini della Pomerania attaccò sia Leszek I il Bianco che Enrico I il Barbuto; Leszek I fu ucciso mentre Enrico I fu gravemente ferito, ma sopravvisse.
Fonti contemporanee e la successiva storiografia riconoscono chiaramente Swantopolk II come autore del crimine. Tuttavia, alcuni storici sostenevano che Ladislao Odonic fosse suo complice, passando tutti i piani e le conversazioni al sovrano della Pomerania durante il congresso (secondo il lavoro più recente di Tomasz Jurek). Gli storici ipotizzarono che nel 1227 l'ostilità tra il duca di Pomerania e Odonic apparve all'improvviso dopo che Swantopolk II prese Nakło. Secondo i sostenitori dell'opinione che Odonic partecipasse al crimine di Gąsawa, riteneva invece che la cattura di Nakło fosse solo un'azione di distrazione per coprire le vere intenzioni di Swantopolk II e Odonic. Esistono anche altre versioni di questi eventi, ma a causa della carenza di risorse e ambiguità rimangono diverse teorie; inoltre, vi sono forti probabilità che Ladislao Laskonogi sia stato coinvolto nella morte di Leszek I, perché fu lui, e non Swantopolk II, a ottenere i maggiori benefici dal crimine.

### Recupero del trono di Cracovia
Dopo l'evento di Gąsawa Ladislao Laskonogi passò all'offensiva. All'inizio dell'anno successivo e in circostanze sconosciute, il Duca della Grande Polonia, con l'aiuto delle truppe della Slesia, poté sconfiggere suo nipote Odonic, che fu fatto prigioniero. Ladislao Laskonogi andò quindi nella Piccola Polonia, dove presentò le sue pretese sul trono di Cracovia in base all'accordo di mutua successione tra lui e Leszek I il Bianco firmato nel 1217. Anche se il Duca di Cracovia lasciava un figlio di un anno, Boleslao V, era chiaro che fino a quando non avesse raggiunto l'età giusta, il dominio su Cracovia doveva essere assunto da qualcun altro. Nello stesso tempo, il fratello di Leszek I, Corrado I di Masovia, arrivò nella Piccola Polonia a rivendicare anch'egli il trono di Cracovia.
Le elezioni formali del nuovo Gran Duca di Polonia furono fatte in una riunione a Wiślica il 5 maggio 1228, dove la maggior parte dei nobili si radunò attorno al vescovo di Cracovia, Iwo Odrowąż, il voivode Marek di Brzeźnicy, governatore di Cracovia e Pakosław il Vecchio, voivoda di Sandomierz. Fu respinta la candidatura di Corrado I di Masovia a favore di Ladislao Laskonogi.

### Congresso di Cienia
La scelta di Ladislao Laskonogi come Gran Duca non fu una scelta incondizionata, perché durante un'assemblea organizzata a Cienia Pierwsza egli fu costretto a firmare due documenti importanti. Nel primo, il duca della Grande Polonia assicurò diversi privilegi alla Chiesa. Il secondo riguardava il figlio neonato di Leszek I il Bianco, Boleslao V: il nuovo Gran Duca ne divenne tutore e lo fece erede generale. Allo stesso tempo, promise di non introdurre alcuna nuova legge senza il consenso della nobiltà e del clero della Piccola Polonia. In questo modo, per la prima volta, il potere reale in Polonia veniva deciso per elezione. Ladislao Laskonogi assunse il dominio diretto solo su Cracovia: l'autorità su Sandomierz fu affidata alla madre di Boleslao V Grzymislawa, sebbene solo formalmente, perché in realtà rimase sotto il controllo del Grand Duca.

### Elezione di Enrico I il Barbuto come governatore di Cracovia
Sfortunatamente, la situazione politica presto si rivolse contro Ladislao Laskonogi. Suo nipote Ladislao Odonic, sconfitto e imprigionato da lui, poté fuggire a Płock e riprendere la guerra contro di lui, il che rese il duca della Grande Polonia incapace di prepararsi per l'attesa invasione di Corrado I di Masovia (che divenne un alleato di Odonic). Pertanto, decise con l'approvazione dei cittadini di Cracovia (guidati dalle potenti famiglie Odrowąż e Gryfici), di scegliere il duca slesiano Enrico I il Barbuto come sovrano della città, ma solo con il titolo di governatore. La concessione di Ladislao Laskonogi fu fatta probabilmente per il supporto militare che Enrico I gli dava; inoltre, il Duca di Slesia ottenne la promessa di ereditare la Grande Polonia, che costituiva effettivamente una violazione delle disposizioni contenute nel Congresso di Cienia, dove Ladislao Laskonogi aveva dichiarato che Boleslao V era il suo erede.

### Guerra contro Konrad I di Masovia e Ladislao Odonic
L'attacco militare di Corrado I alla Piccola Polonia ebbe luogo nell'estate del 1228. La spedizione, tuttavia, non ebbe successo, poiché fu attaccato dal principe Enrico (Enrico II il Pio), figlio maggiore ed erede di Enrico I il Barbuto, che sconfisse con successo il Duca Masoviano nelle battaglie di Międzyborzem, Skałą e Wrocieryżem. Corrado non si arrese e un anno dopo ricominciò le operazioni militari, questa volta con risultati migliori, soprattutto dopo la cattura e la prigionia di Enrico I dopo un presunto incontro a Spytkowice; questo evento paralizzò con successo gli avversari del suo defunto fratello Leszek il Bianco e Corrado riuscì ad avere il controllo sulla maggior parte della Piccola Polonia, anche se liberò Enrico I dalla prigionia grazie agli sforzi della moglie di questi, Edvige di Andechs. Immediatamente, privò suo nipote Boleslao V del ducato di Sandomierz e assegnò a suo figlio Boleslao questa terra. Poco dopo, Corrado I e il suo alleato Ladislao Odonic iniziarono la guerra direttamente contro Ladislao Laskonogi. Corrado I assediò senza successo Kalisz, nonostante l'aiuto delle truppe russe. Laskonogi, troppo impegnato nella sua lotta contro Odonic nel nord, non poté arrivare in tempo per aiutare la città; tuttavia, le potenti mura della città erano troppo forti per il duca, che fu costretto a ritirarsi.

### Sconfitta e fuga
Ladislao Laskonogi fu presto sconfitto da suo nipote in circostanze sconosciute e fu costretto a fuggire alla corte del duca Casimiro I di Opole a Racibórz. La deposizione del giovane Boleslao V da parte di suo zio fu la scusa per Enrico I per attaccare il duca di Masovia. Anche Ladislao Laskonogi ne approfittò e rinnovò la sua alleanza con il duca di Slesia, trasferendo formalmente tutti i suoi diritti sia sulla Grande che sulla Piccola Polonia a Enrico I.

### Ultimo tentativo di recupero della Grande Polonia
Nella primavera del 1231 Enrico I fece la sua ultima spedizione con Ladislao Laskonogi contro Ladislao Odonic. Nonostante il successo iniziale, grazie all'aiuto di Paweł, vescovo di Poznań e delle nobili famiglie della Grande Polonia Nałęczów, Łabędziów e Niałków, la spedizione si concluse con un fallimento di fronte alle mura di Gniezno.

### La morte misteriosa e la successione
La spedizione contro il nipote Odonic fu l'ultima attività politica di Ladislao. Seguendo le fonti medievali, sebbene non adeguatamente confermate, la scomparsa dell'ex duca della Grande Polonia avvenne in circostanze scandalose. Secondo le cronache del monaco cistercense francese Alberico di Trois-Fontaines, Ladislao, quasi settantenne, fu assassinato a Środa Śląska da una ragazza tedesca che tentò di violentare. Secondo alcuni storici la storia non riguarda Ladislao III, ma suo nipote Ladislao Odonic.
Un'altra fonte che conferma l'indegna condotta di Laskonogi è confermata da Jan Długosz, il quale scrisse che nell'ultimo anno della sua vita i suoi sudditi lo disprezzavano a causa della sua "fornicazione con le prostitute".
La data di morte di Ladislao III fu generalmente collocata il 3 novembre 1231 (un'altra data proposta, il 18 agosto, fu suggerita solo da Jan Długosz, non fu confermata e fu respinta dagli storici).
Non è noto dove fu sepolto. Alcuni ricercatori, sulla base delle informazioni, sostengono che il Duca sia morto in esilio e che sia stato sepolto in Slesia, forse a Racibórz. Altri, basati su cronisti tardivi, presumono che fu sepolto nel monastero benedettino di Lubin.
Alla sua morte, Enrico I il Barbuto, in virtù del trattato di successione, divenne il principale pretendente sia della Grande che della Piccola Polonia, ma i suoi diritti su queste aree furono presto contestati e dovette lottare per conquistare entrambi.